# Émile Jalley
Émile Jalley, né le 10 mai 1935 à Nance (Jura), est un épistémologue, psychologue et philosophe français.

## Biographie
Né le 10 mai 1935 à Nance, dans le Jura, Émile Jalley étudie à l'École normale supérieure (promotion L1955), et passe l'agrégation de philosophie en 1959,[réf. nécessaire], puis il devient psychologue diplômé d'État en 1968 et docteur en psychologie en 1986.

## Travaux
L’ensemble de son travail et de ses ouvrages fait appel à des connaissances encyclopédiques centrées sur des travaux portant également sur l’histoire, la philosophie, l’épistémologie tant de la psychologie en France (Wallon, Piaget) que de la psychanalyse (Freud, Lacan). En fait, il s'est consacré, entre 2004 et 2013, à un vaste projet d’une critique générale de la psychologie scientifique et des neurosciences contemporaines, mené en vue d’une défense argumentée de l’importance de la psychanalyse dans les sciences humaines en Europe.
En 2013, il publie le résultat d'années d'études dans son livre La crise de la philosophie en France au XXIe siècle, D’Héraclite et Parménide à Lacan. Dans cet ouvrage, Jalley étudie le paradigme de la démarche dialectique en philosophie consistant en un « noyau rationnel de la contradiction ». Ce paradigme, selon le philosophe, d’origine judaïque, grecque, française et germanique, puis marqué d’usure par l’invasion de l’empirisme anglo-américain, serait enfin tombé en désuétude progressive du fait de l’expansion de l’idéologie structuraliste postérieure aux années 1960.
Jalley critique les auteurs « structuralistes et post-structuralistes » (selon lui : Lévi-Strauss, Barthes, Foucault, Derrida, Althusser) pour leur position « antidialectique », qui aurait contribué à l’abandon de la pensée marxienne aussi bien que de la psychanalyse ; Lacan aurait été le seul à préserver, selon un axe Hegel-Marx, le paradigme dialectique déserté dans la chute d’après 1968, sous forme d’un « hypermodèle transdialectique 2/3/4 ».
Depuis 2014, il s'intéresse à l'aspect économique et social de notre société en s'appuyant sur les grands auteurs contemporains .

### Réception
Lucien Sève le retient parmi les intellectuels d'inspiration marxiste ayant joué un rôle « considérable » dans « l'évolution de la pensée psychologique et pédagogique en France ».
Les critiques portant sur ses ouvrages s'avèrent positives, comme pour Wallon lecteur de Freud et Piaget : trois études suivies des textes de Wallon sur la psychanalyse et d'un lexique des termes techniques : « Il faut donc féliciter tout particulièrement Émile Jalley [...] pour avoir patiemment recherché et exhumé ces précieux textes de Wallon » affirme Évelyne Laurent dans Le Monde.
Pour Wallon et Piaget : pour une critique de la psychologie contemporaine, Manuel Tostain des Cahiers de Psychologie Politique précise qu'« il convient vivement de le recommander ... à tout honnête étudiant en psychologie du développement ».
Quant à La psychologie scientifique est-elle une science ? : critique de la raison en psychologie, Marie-Claude Lambotte de la revue Essaim estime que « cet ouvrage, directement axé sur la critique de la psychologie dite scientifique, fait suite – parmi un très grand nombre de publications d’Émile Jalley sur la psychologie – à trois autres très importants ouvrages que nous citons à la fois pour leur grand intérêt et pour leurs conclusions qui justifient le thème qui nous occupe : La crise de la psychologie à l’université en France en deux tomes, Paris, L’Harmattan, 2004, La psychanalyse et la psychologie aujourd’hui en France, Paris, Vuibert, 2006, et La psychanalyse française en lutte. La guerre des psys continue, Paris, L’Harmattan, 2007 ».
Pierre-Henri Castel, dans la Revue d'histoire des sciences humaines, fait de son côté l'éloge de Freud, Wallon, Lacan : l'enfant au miroir.
Maurice Villard, dans le Journal des psychologues (n° 403, mars-avril 2023, pp. 73-81) décrit  « L'oeuvre d'Émile Jalley, considérable et pourtant mal connue » .

## Ouvrages

### Psychologie et psychanalyse
- Wallon lecteur de Freud et Piaget : trois études suivies des textes de Wallon sur la psychanalyse et d'un lexique des termes techniques, Paris, Éditions sociales, coll. « Terrain », 1981 (BNF 34680818).
- Freud, Wallon, Lacan : l'enfant au miroir, Paris, École lacanienne de psychanalyse, 1998 (BNF 37004019).
- La Crise de la psychologie à l'université en France, Paris, L'Harmattan, coll. « Questions contemporaines », 2004 (BNF 39196294).
- La Psychanalyse et la psychologie aujourd'hui en France, Paris, Vuibert, 2006 (BNF 40102208).
- Wallon et Piaget : pour une critique de la psychologie contemporaine, Paris, L'Harmattan, coll. « Questions contemporaines », 2006 (BNF 40244780).
- La Psychanalyse française en lutte : la guerre des psys continue, Ibid., 2007 (BNF 41123179).
- La psychologie scientifique est-elle une science ? : critique de la raison en psychologie, Ibid., 2007 (BNF 41123645).
- La Guerre de la psychanalyse, Ibid., 2008 (BNF 41377085)  — en deux tomes.
- Anti-Onfray 1, 2 et 3, Ibid. :
  - Sur Freud et la psychanalyse, t. 1, Ibid., 2010 (BNF 42229751).
  - Les Réactions au livre de Michel Onfray : débat central, presse, psychanalyse théorique, t. 2, Ibid., 2010 (BNF 42369952).
  - Les Réactions au livre de Michel Onfray : clinique, psychopathologie, philosophie, lettres, histoire, sciences sociales, politique, réaction de l'étranger, le décret scélérat sur la psychothérapie, t. 3, Ibid., 2010 (BNF 42390267).
- Psychanalyse et psychologie, 2008-2010, Ibid. :
  - Propositions de base, questions d'actualité, repères historiques, pour l'équilibre des deux psychologies à l'université, interventions sur la crise, t. 1, Ibid., 2010 (BNF 42360484).
  - Psychanalyse et neuroscience, la vérité scientifique, la querelle de l'évaluation en psychologie, t. 2, Ibid.., 2010 (BNF 42652557).
- Six manifestes contre le DSM (BNF 42705983), Ibid.,  — en deux tomes.
  - Présentation et commentaires, t. 1, Ibid., 2011.
  - Suite des commentaires, censure, crise de l'enseignement, t. 2, Ibid.., 2011.
- Le Débat sur la psychanalyse dans la crise en France :
  - Onfray, Janet, Reich, Sartre, Politzer, etc., t. 1, Ibid., 2011 (BNF 42464614).
  - (In)culture, (dé)formation, aliénation, t. 2, Ibid.., 2011 (BNF 42464617).
- Badiou avec Lacan : Roudinesco, Assoun, Granon-Lafont, Ibid., 2014 (BNF 43831904).
- La Psychanalyse pendant et après Lacan, Paris, L'Harmattan, 2016 (BNF 45119784)  — en deux tomes.
  -  Tome 1 : Bion, Blanco, Gaddini, Kohut, Kernberg, Stoller, Robion.
  -  Tome 2 : Robion. Remarques sur Jacques Lacan.
- La psychanalyse aujourd'hui. Entretiens avec Jacques Robion , Ibid., 2018.

### Philosophie
- La Crise de la philosophie en France au XXIe siècle : d'Héraclite et Parménide à Lacan, ibid., 2014 (BNF 43741941).
- Louis Althusser et quelques autres : notes de cours 1958-1959 : Hyppolite, Badiou, Lacan, Hegel, Marx, Alain, Wallon, ibid., Paris, 2014 (BNF 4383764). [erratum : cours de Deleuze et non d'Hyppolite], réédit. University of Toronto,
- La doctrine de la science 1794 de Johann Gottlieb Fichte. Naissance et devenir de l’impérialisme allemand, ibid., coll. « Civilisation allemande » (BNF 44525373)  — à propos de la Wissenschaftslehre nova methodo (de)., ibid., 2016.
- Critique de la raison philosophique, ibid., 2017 (BNF 45258194)  — en cinq tomes.
  - La preuve par l'ordre et la mesure, t. 1, Ibid., 2017.
  - La preuve par l'histoire de la philosophie, t. 2, Ibid.
  - La preuve par l'histoire de la philosophie, t. 3, Ibid.
  - La preuve par la psychologie, t. 4, Ibid.
  - La preuve par le discours médiatique, t. 5, Ibid.
- En mémoire de Gilbert Simondon. Philosophe et psychologue français (1924-1989), Ibid., 2017.
- L'Histoire de la Bible et la philosophie. Jérusalem, Athènes, Rome, Ibid., 2019.
- Empirisme, Néolibéralisme, Cognitivisme, Ibid., 2022.
  -  La table rase en philosophie, t. 1, Ibid., 2022.
  -  Le laisser-faire en économie, t. 2, Ibid., 2022.
  -  L'homme-machine en psychologie, Les domaines de la psychologie objective, t. 3, Ibid., 2022.
  -  La psychologie des profondeurs, Au-delà du cognitivisme, t. 4, Ibid., 2022.

### Critique idéologique et sociale
- La Théorie du genre dans le débat français : Butler, Freud, Lacan, Stoller, Chomsky, Sapir-Whorf, Simondon, Wallon, Piaget, ibid., 2014 (BNF 43837645).
- Thomas Piketty :
  - Marx du 21e siècle ?, t. 1, ibid., 2014 (BNF 44242000).
  - La Mécanique des inégalités en France : injustice fiscale, crise de l'enseignement, contre-réforme sociale, (dé)colonisation, t. 2, ibid., 2014 (BNF 44241998).
- La Réforme du collège : sauver l'école, une question de vie ou de mort, ibid., 2015 (BNF 44420367).
- L'Économie au XXIe siècle : 
  - Critique de la raison en économie. Tome 1 : Analyse, ibid., 2019.
  - Critique de la raison en économie. Tome 2 : Synthèse, ibid., 2019.
- Anti-Néolibéralisme :
  - tome 1 : Essai sur Thomas Piketty, L'Harmattan, 2021.
  -  tome 2 : Essai sur Emmanuel Todd, Vincent Jauvert et François Morin, L'Harmattan 2021.

### Autobiographies
- Un franc-comtois à Paris : un berger du Jura devenu universitaire, Ibid., coll. « Graveurs de mémoire », ibid.2010 (BNF 42331153)  — autobiographie.
- Trajectoires. Autobiographie intellectuelle, Ibid., 2017.

## Autres travaux

### Psychologie et psychanalyse
- Introduction d'Henri Wallon, L'Évolution psychologique de l'enfant, Paris, A. Colin, 2002.
- Présentation d'Henri Wallon, La Vie mentale, Paris, Éditions sociales, 1982.
- « Wallon Henri » : Encyclopaedia Universalis, tome 23, Paris, 1989.
- « Wilfred Bion » :  Ibid., tome 4, 1989.
- « Psychanalyse et concept d’opposition » : ibid., tome 19, 1989.
- « Psychologie génétique » : ibid., tome 19, 1989.
- « Les stades du développement en psychologie de l’enfant et en psychanalyse » : ibid., Symposium, 1989.
- « Les grandes orientations de la psychologie actuelle » : Encyclopédie médico-chirurgicale, Paris, Éditions techniques, 1989, 37030A10.
- Postface d'Henri Wallon, Psychologie et Dialectique : Une dialectique entre la nature et l'histoire[14], Paris, Messidor, 1990.
- « Psychologie clinique » (en collaboration), Encyclopédie médico-chirurgicale, Paris, Éditions techniques, 1991, 37032A10.
- 72 articles dans Roland Doron et Françoise Parot, Dictionnaire de la psychologie, Paris, PUF, 1991.
- « Wallon Henri 1879-1962 » : Encyclopédie philosophique universelle. Dictionnaire, Paris, PUF, 1992.
- Direction de la traduction de l'allemand d'Hellmuth Benesch (de), Atlas de la psychologie, Paris, Livre de Poche, 1995.
- La psychologie moderne » : Les origines de la psychologie moderne. Les paradoxes de la psychologie. La psychopathologie. La psychologie clinique. La psychanalyse. La psychologie cognitive. Les domaines de la clinique. Les tendances actuelles, in : Les Lois de la Pensée, Philosophie, Linguistique, Sociologie, Religion, Principes fondamentaux de la vie mentale, Clartés, L’Encyclopédie, 1996, 16041-16043.
- Direction de la traduction de l'allemand de Werner D. Fröhlich, Dictionnaire de la psychologie, Paris, Livre de Poche, 1997.
- « Psychanalyse, psychologie clinique et psychopathologie », Psychologie clinique et psychopathologie (Robert Samacher et col.), Paris, Bréal, 1998.
- Le thème du miroir dans l’histoire de la philosophie, L’Unebévue, Paris, EPEL, n° 14, Hiver 1999.
- Janet in : Olivier Douville et col. : Psychologie clinique tome 2. La psychologie clinique en dialogue, débats et enjeux, Paris, Dunod, 2001.
- Données pour un panorama bref, partiel et provisoire de la structure institutionnelle de la psychologie française aujourd’hui, Psychologie clinique, n° 11, 2001, pp.185-217.
- État de la psychologie en France : déontologie, publications, gestion des carrières, Le Journal des psychologues, n° 184, février 2001, pp. 14-18.
- La psychologie, une science fondée sur l’éthique ?, ibid., n° 188, juin 2001, pp. 8-9.
- Loi Faure (1968) et décret Savary (1984) : histoire d’un naufrage institutionnel, Connexions 2002/2 (no78), pp. 47-75.
- La psychologie est-elle en crise ?, Ibid., n° 213, déc. 2003-janv. 204, pp. 10-15.
- À propos du débat sur Le Livre noir de la psychanalyse, Le Journal des psychologues 2006/2 (n° 235), pp. 27-33.
- Le retour de Wallon et Piaget, Ibid., n° 244, fév. 2007, pp. 58-63.
- À propos du débat contemporain sur la psychanalyse, la psychologie et autres champs, Psychologie clinique, n° 23, printemps 2007, pp. 37-50.
- Remarques historiques et critiques sur la notion d’évaluation et l’Agence d’évaluation  de la recherche et de l’enseignement (AERES), Psychologie clinique, n° 26, Hiver 2008, pp. 195-218.
- Gérard Pommier : Comment les neurosciences démontrent la psychanalyse, Paris, Flammarion, 2004, Psychologie clinique, n° 27, 2009/1, pp. 203-204.
- État des lieux de la psychologie et de la psychanalyse à l’université, Ibid., n° 280, sept. 2010, pp. 37-41.
- Préface : Mes soirées chez Lacan. Interviews de : Charles Melman, Marcel Czermak, Muriel Drazien, Claude Landman, Jean-Jacques Tyszler, M.-Ch. Cadeau, par : C. Fanelli, J. Jerkov, Denise Sainte Fare Garnot, Roma, Editori Internazionali Riuniti 2011.
- Introduction : Sándor Radó : L’angoisse de castration chez la femme, Paris, L'Harmattan, 2014.
- Réédition des Oeuvres d'Henri et de Germaine Wallon : ibid., 2015.
  -  Henri Wallon: Œuvres 1 : Délire d’interprétation, Psychologie pathologique, Principes de psychologie appliquée, Les mécanismes de la mémoire ; Œuvres 2 1903-1929 ; Œuvres 3 1930-1937 ; Œuvres 4 1938-1950 ; Œuvres 5 1951-1956 ; Œuvres 6 1957-1963, Ibid., 2015, 3130 pages.
  - Germaine Wallon : Les notions morales chez l’enfant, 1949, Ibid., 2015.
- Introduction  Association psychanalytique internationale : Bergler, Bibring, Fenichel, Glover, Laforgue, Nunberg, Strachey : Le Congrès de Marienbad 1936. Un rendez-vous manqué avec Lacan, Ibid., 2015.
- Introduction : Karl Bühler : Le développement intellectuel de l’enfant, 1918, ibid., 2015.
- Introduction : Elsa Köhler : La personnalité de l’enfant de trois ans, ibid, 2016.
- « Editer Henri Wallon », in Henri Wallon (1879-1962), Un itinéraire intellectuel et social engagé, Archives nationales Pierrefitte sur Seine, Journée d’études du 13 octobre 2016.
- Postface :  Jacques Robion : Le Sujet sans cerveau ou le Cerveau sans sujet ? Sécessions neuronales et régulations inconscientes de conscientisation, L'Harmattan, 2016.
- « Freud, Wallon, Piaget », Journal Français de Psychiatrie, n° 44, 2017, pages 73-78.
- « Jacques Robion, Le Sujet sans cerveau ou le cerveau sans sujet ? Sécessions neuronales et régulations inconscientes de conscientisation, Postface d’Émile Jalley, Paris, L'Harmattan, 2015 », Bulletin de psychologie, tome 71 (2), mars-avril, 2017, n° 548, pp. 157-158 ; Psychologie clinique n° 45, 2018/1, pages 260-263.
- « Jacques Robion : Les réparations thérapeutiques. Ou la fin de l’abstinence, Paris, L’Harmattan, 2017 », Psychologie clinique, n° 46, 2018/2, pages 237-238.
- « Jacques Robion : Pour une psychanalyse dialectique. Nouvelle édition revue et augmentée, Cassiope, 2009, L’Harmattan, 2017 », Psychologie clinique, n° 46, 2018/2, pages 238-239.
- « Actualité de la pensée d'Henri Wallon (1879-1982) », La Pensée, n° 391, juillet-septembre 2017, pages 27-38.
- « Marie-France Castarède, Samuel Dock, Le nouveau malaise dans la civilisation, Paris, Plon, 2017 », Bulletin de psychologie, tome 71 (1), janvier-février 2018, n° 553, page 557; Psychologie clinique, n° 46, 2018/2, pages 183-184.
- « François Drouault (1935-2017) », Notice biographique dans L’Archicube n° 23 bis, Bulletin de l’Association des anciens élèves et amis de l’École Normale Supérieure, février 2018, 106-111.
- « Serge Netchine, Gaby Netchine-Grynberg, Henri Wallon (1879-1962) : Action et pensée, pensée de l’action. Itinéraires croisés : politique, philosophique, psychologique, Bruxelles, P.I.E. Peter Lang, 2017 », Le Journal des psychologues, n° 357, mai 2018, page 79; Bulletin de psychologie, tome 71 (3), mai-juin 2018, n° 555, pages 723-724; Psychologie clinique n° 46, 2018/2, pages 226-230; Revue philosophique n° 2/2018, pages 253-255.
- « Joël Balazut : Lacan, une lecture philosophique, Paris, L’Harmattan, 2018 », Psychologie clinique, n° 47, 2019/1, pages 225-228.
- « Samuel Dock : Punchlines. Des ados chez le psy, First Éditions, Paris 2018 », Psychologie clinique, n° 47, 2019/1, pages 233-234.
- « François Dosse, La Saga des intellectuels français 1944-1989. 1. À l’épreuve de l’histoire, 1944-1968 ; 2. L’avenir en miettes, 1968-1989, Paris, Gallimard, 2018 », Psychologie clinique, n° 47, 2019/1, pages 235-236.
- « Jean-Paul Abribat (1935-2017) », Notice biographique dans L’Archicube n°… , Bulletin de l’Association des anciens élèves et amis de l’École Normale Supérieure, 2018. 6
- « À propos de la « déficience mentale » et des autres troubles graves de la personnalité (psychoses, autisme, perversions) dans la structure des IME depuis 1970 à nos jours : la carrière d’un psychologue clinicien : Maurice Villard auteur de:  - 1. Entre Méduse et Narcisse. Regard psychose, institution, Édilivre, 2017 ; - 2. Psychothérapie en institution. Les « débiles » aussi ont une histoire, Hommes et perspectives, actuellement Le Journal des psychologues, 1995; - 3. Libre Propos : Les Instituts Médico-Éducatifs. Quels Changements Depuis Les Années 1970 ? Témoignage D’un Psychologue Clinicien, in : Psychologie & Éducation, pp. 79-90, 2018-3 », Psychologie clinique, n° 49, 2020/1, pp. 283-285.
- Villard (Maurice), Autobiographie bibliographique. Lectures d’un psychologue clinicien. Littérature, peinture, économie politique, société, psychiatrie, psychanalyse, Psychologie/Psychanalyse, Saint-Denis, Édilivre, 2020, 323 pages, Psychologie clinique, 2020.
- « Remarques à propos d’un livre sur l’orientation scolaire et professionnelle d’après Henri Wallon (1879-1962) : Régis Ouvrier-Bonnaz, Pour lire Wallon sur l’orientation professionnelle. Sept textes inédits sur l’orientation scolaire et professionnelle, introduits et annotés par Régis Ouvrier-Bonnaz, avec une Postface de Bernard Prot, Paris, Les éditions sociales, Les propédeutiques, 2019, 259 pages », Psychologie clinique, 2020.
- « Thomas Rabeyron : Psychologie clinique et psychopathologie. Cours, exemples cliniques, entraînement, Collection Portail, Armand Colin, 2018, 346 pages », L’Évolution psychiatrique, 2020.
- Avec Thomas Rabeyron : « Aux origines des psychopathologies contemporaines : Du noyau rationnel de la dialectique à l’empirisme réductionniste », Annales médico-psychologiques, revue psychiatrique, Elsevier, 2021.
- « Samuel Dock : L'enfant psychothérapeute, Paris, Rentrée littéraire, Plon, 334 pages » , Psychologie clinique, 2023.

### Philosophie
- « Concept d’opposition » : Encyclopaedia Universalis, tome 16, 1989.
- Introduction : Richard Kroner : De Kant à Hegel (1921-1924), 2 vol., Paris, L'Harmattan, 2013.
- Introduction : Hermann Samuel Reimarus : Fragments de l’anonyme de Wolfenbüttel édités par Gotthold Ephraim Lessing, Ibid., 2015.
- Annotations : Johann Gottlieb Fichte : La doctrine de la science, 1794, ibid., 2016.
- Postface : Hegel Georg Wilhelm Friedrich : Phénoménologie de l’esprit de Hegel, 1807; Logique et structure dans le plan de la Phénoménologie de l’esprit et dans l’œuvre de Hegel, ibid., 2017.